# Diocèse luthérien d'Helsinki
Pour les articles homonymes, voir Diocèse d'Helsinki.
Le diocèse d'Helsinki est l'un des diocèses de l'Église luthérienne de Finlande. Son siège épiscopal se situe à la cathédrale d'Helsinki.
Son territoire couvre l'Uusimaa de l'Est.